# Desastre del aeropuerto de Linate
El desastre del aeropuerto de Linate ocurrió el 8 de octubre de 2001 en el Aeropuerto de Milán Linate en Milán, Italia, cuando el vuelo 686 de Scandinavian Airlines, un avión de línea McDonnell Douglas MD-87 con 110 personas con destino Copenhague, Dinamarca, colisionó durante el despegue con un reactor ejecutivo Cessna Citation II con cuatro personas hacia París, Francia. Las 114 personas que viajaban a bordo de ambos aviones murieron, así como cuatro personas más en tierra y otras cuatro resultaron heridas en tierra. 
Es el peor accidente aéreo de la historia de Italia.

## Aeronave y tripulación
Dos aeronaves se vieron involucradas en la colisión. El más grande de los dos aviones era un McDonnell-Douglas MD-87 de 10 años y un mes. La tripulación de cabina estaba compuesta por el Capitán Joakim Gustafsson y el Primer Oficial Anders Hyllander, ambos de 36 años. El Capitán fue contratado por SAS en 1990 y tenía más de 5.800 horas de vuelo. Había registrado aproximadamente 230 horas en el MD-87. El copiloto fue contratado por la aerolínea en 1997. Al momento del accidente contaba con más de 4.300 horas totales de vuelo. Tenía más experiencia en el tipo de aeronave que su capitán, habiendo registrado 2000 horas de vuelo en el MD-87. 
El segundo avión era un Cessna Citation 525-A. Había dos pilotos alemanes a bordo. El capitán, Horst Königsmann, de 36 años, tenía registradas un total de aproximadamente 5000 horas de vuelo, de las cuales aproximadamente 2400 se acumularon en el Citation. El copiloto, Martin Schneider, de 64 años, tenía aproximadamente 12.000 horas de vuelo de experiencia, de las cuales 2.000 horas en el Citation. Uno de los pasajeros era Luca Fossati, presidente de Star – Stabilimento Alimentare SpA y propietario de Citation.

## Accidente

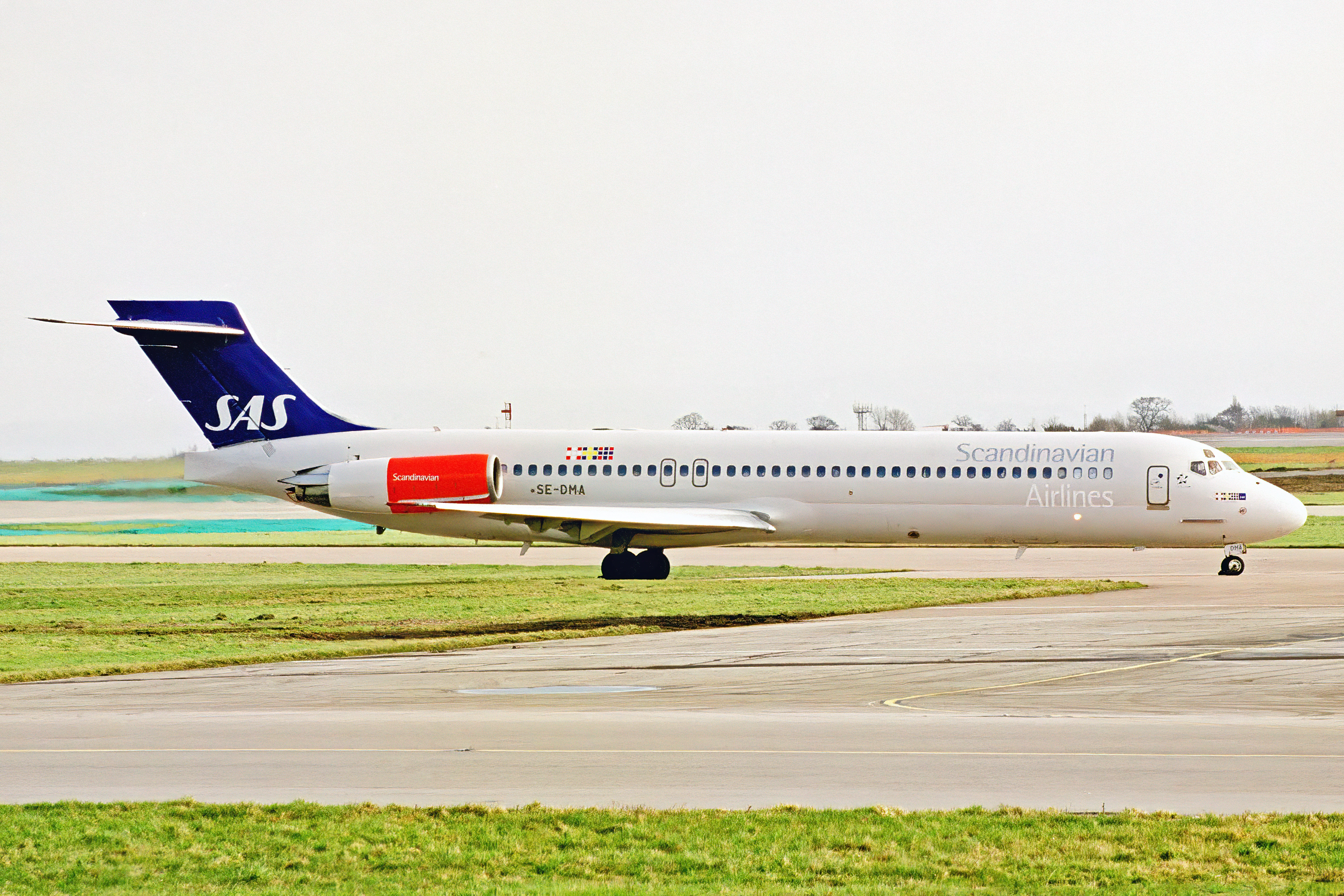
El MD-87 de SAS accidentado en febrero de 1999.

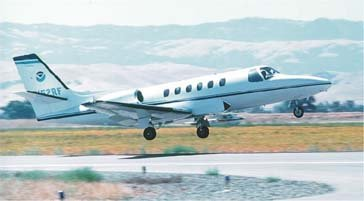
Una Cessna Citation similar a la accidentada.

El accidente tuvo lugar en una espesa niebla, que redujo la visibilidad a menos de 200 metros (656 pies). 
La Cessna Citation fue autorizada a rodar desde la platafórma oeste por la calle de rodadura norte (calle R5), y a continuación desde la plataforma norte a la calle de rodadura principal que discurre paralela a la pista principal, una ruta que mantendría al avión alejado de pista. En lugar de esto, el piloto circuló por la calle de rodadura sur (calle de rodadura R6), cruzó la pista y rodó por la calle de rodadura principal hasta dejarla tras de si (véase diagrama).
A las 08:09:28, el MD-87 de SAS recibió autorización de un controlador distinto para despegar de la pista 36R. 53 segundos más tarde, el avión de SAS, en carrera a unos 270 kilómetros por hora (146 ns), colisionó con la Cessna. Las cuatro personas que viajaban a bordo de la Cessna murieron en el impacto. El MD-87 perdió el motor derecho; el piloto Joakim Gustafsson, intentó despegar, alcanzando una altitud de aproximadamente 12 metros (39 pies). El motor restante perdió algo de potencia debido a la ingestión de restos del accidente, y el avión, tras perder el tren de aterrizaje principal, cayó. Gustafsson aplicó reversas y frenos, e intentó llevar el avión por las superficies controladas. La maniobra fue tan precisa que ahora forma parte del manual técnico de SAS. Todo esto fue, sin embargo, insuficiente para mantener el momentum del reactor, y se chocó contra un hangar de equipaje ubicado cerca del final de pista, con una velocidad de aproximadamente 251 kilómetros por hora (136 ns). En el impacto, todos los pasajeros y tripulantes del MD-87 murieron. 
El accidente y posterior incendio mataron a cuatro trabajadores italianos que estaban en el hangar, e hirió a cuatro más.
De los ocupantes del avión de SAS, 54 personas (46%), principalmente en la parte posterior del avión, sufrieron quemaduras graves; teniendo que ser identificados sus cuerpos utilizando el reconocimiento dental o los datos de ADN. Aquellos que se encontraban en la parte anterior del avión sufrieron traumatismos severos.

## Causas

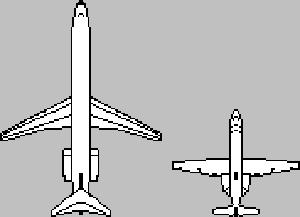
Comparación del tamaño de los aviones implicados en el choque.

El accidente ocurrió menos de un mes después de los atentados del 11 de septiembre de 2001 y menos de un día después de la invasión de Afganistán, pero SAS descartó pronto un ataque terrorista como la causa. Esto fue posteriormente confirmado por los investigadores del accidente.
El accidente fue investigado por la Agenzia Nazionale per la Sicurezza del Volo (ANSV). Su informe final fue publicado el 20 de enero de 2004, y concluyó que la "causa inmediata" del accidente fue la incursión del avión Cessna en la pista activa. Sin embargo, la ANSV excusó de toda la responsabilidad a los pilotos del avión Cessna, dado su informe de que habían identificado un gran número de deficiencias en la configuración y procedimientos del aeropuerto.
El aeropuerto de Linate está operando sin un radar de superficie operativo en aquel momento, pese a que les había sido entregado un sistema años atrás que no habían terminado de instalar. El nuevo sistema finalmente entró en funcionamiento unos meses más tarde. Más tarde se descubrió que las señales de guía a lo largo de las calles de rodadura no cumplían la normativa; encendiendo por error la calle de rodadura R6 que llevaba a la pista, no había señales que permitiesen a los pilotos de la Cessna saber a donde se dirigían. Cuando se detuvieron en el punto de espera y reportó correctamente su identificador (S4), el controlador de tierra al no tener mapas actualizados, desconocía donde estaban. Además, ningún piloto del D-IEVX estaba certificado para aterrizar con una visibilidad inferior a 550 metros, pero pese a ello habían aterrizado unos minutos antes del desastre en el aeropuerto.

## Víctimas
| Nacionalidad | SAS 686   | SAS 686     | Cessna    | Cessna      | Tierra | Total |
| Nacionalidad | Pasajeros | Tripulantes | Pasajeros | Tripulantes | Tierra | Total |
| ------------ | --------- | ----------- | --------- | ----------- | ------ | ----- |
| Dinamarca    | 16        | 3           | —         | —           | —      | 19    |
| Finlandia    | 6         | –           | —         | —           | —      | 6     |
| Alemania     | —         | —           | —         | 2           | —      | 2     |
| Italia       | 58        | —           | 2         | —           | 4      | 64    |
| Noruega      | 3         | —           | —         | —           | —      | 3     |
| Rumania      | 1         | —           | —         | —           | —      | 1     |
| Sudáfrica    | 1         | —           | —         | —           | —      | 1     |
| Suecia       | 17        | 3           | —         | —           | —      | 20    |
| Reino Unido  | 2         | —           | —         | —           | —      | 2     |
| Total        | 104       | 6           | 2         | 2           | 4      | 118   |

Entre las víctimas se cuentan personas de nueve nacionalidades diferentes. La mayoría de las víctimas eran italianas y escandinavas. Un pasajero determinado por SAS como bretón tenía nacionalidades británica y estadounidense.
Cuatro memoriales fueron construidos en honor de las víctimas de SAS. El 12 de octubre de 2001 se celebraron tres ceremonias por separado, una en Dinamarca, una en Noruega, y una en Suecia. El 13 de octubre de 2001 se efectuó una cuarta ceremonia en Italia.
En marzo de 2002 un bosque que contenía 118 hayas llamado Bosco dei Faggi fue inaugurado como un memorial a las víctimas en el parque Forlanini cercano al aeropuerto. Una escultura del artista sueco Christer Bording donado por SAS, llamado Infinity Pain, fue ubicada en el centro del bosque.

## Responsabilidades
El 16 de abril de 2004, un juzgado de Milán encontró culpables del desastre a cuatro personas. El director del aeropuerto Vincenzo Fusco y el controlador de tráfico aéreo Paolo Zacchetti fueron sentenciados a ocho años de prisión; y con penas de seis años y medio al antiguo director de controladores del tráfico aéreo Sandro Gualano, y a Francesco Federico, antiguo director del aeropuerto. El 14 de marzo de 2005 otras cuatro personas (Fabio Marzocca, Santino Ciarniello, Nazareno Patrizi y Raffaele Perrone) también fueron condenadas a penas de prisión en proceso abreviado.
Los recursos de apelación fueron resueltos el 7 de julio de 2006 por la Corte de Apelación de Milán. El tribunal resolvió absolver a los dos ejecutivos condenados en primera instancia, Fusco y Federico, generando la indignación de los familiares de las víctimas. También redujo la sentencia de Zacchetti a tres años, confirmando la pena de Gualano.
La ley del perdón aprobada por el Parlamento de Italia el 29 de julio de 2006 redujo todas las penas a tres años. El 20 de febrero de 2007 la Corte de Casación confirmó la sentencia de la Corte de Apelación.

## Dramatización
Este accidente fue presentado en un episodio del programa de televisión canadiense Mayday: catástrofes aéreas, titulado «El avión invisible».

## Galería

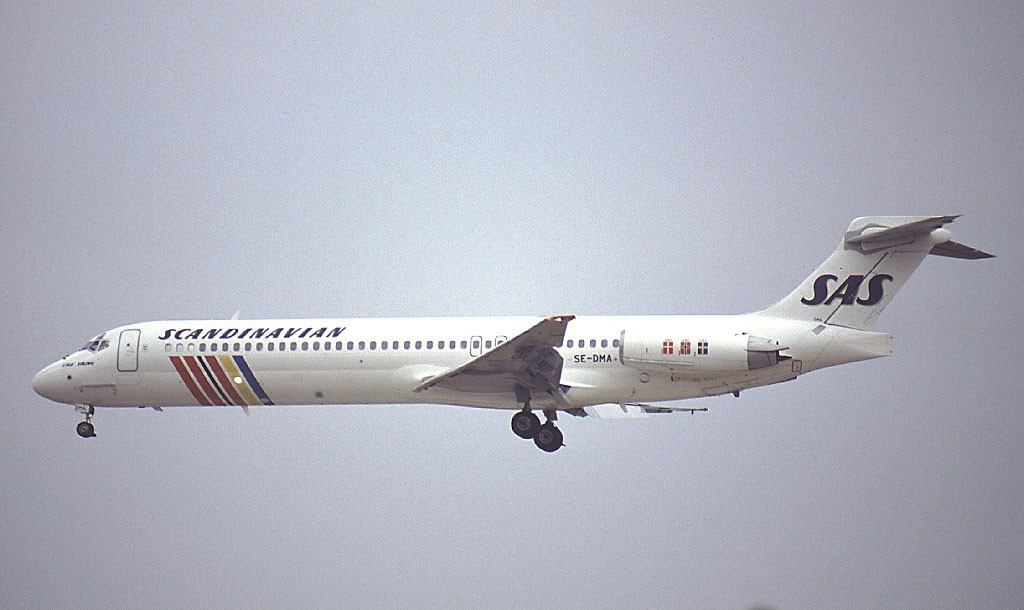
El MD-87 involucrado en la colisión, fotografiado en julio de 1992.
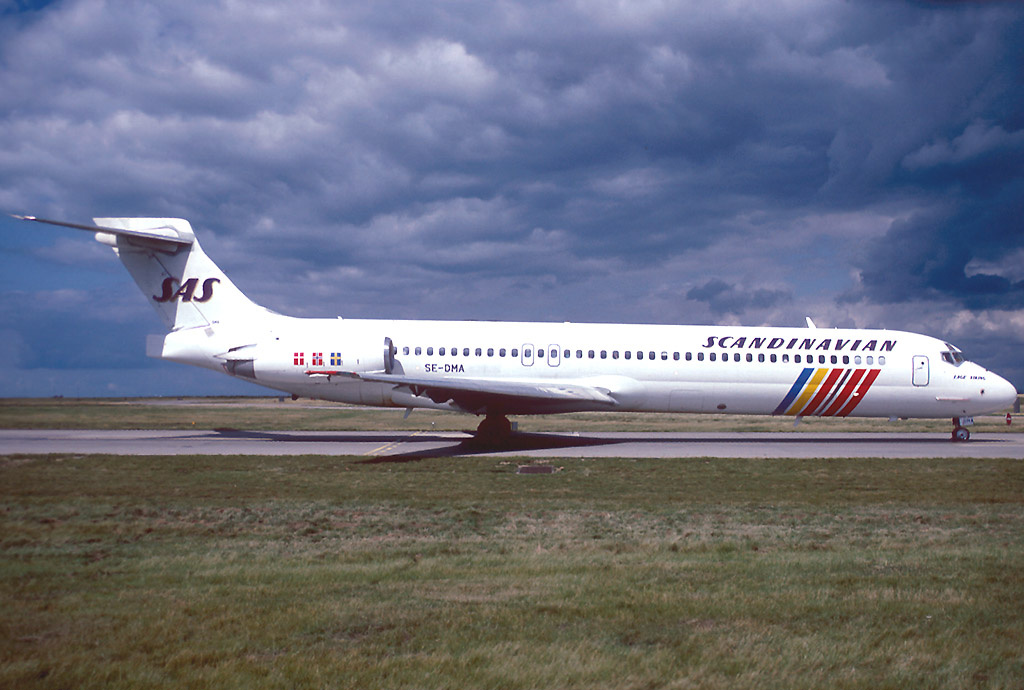
El MD-87 involucrado en la colisión, fotografiado en agosto de 1993.
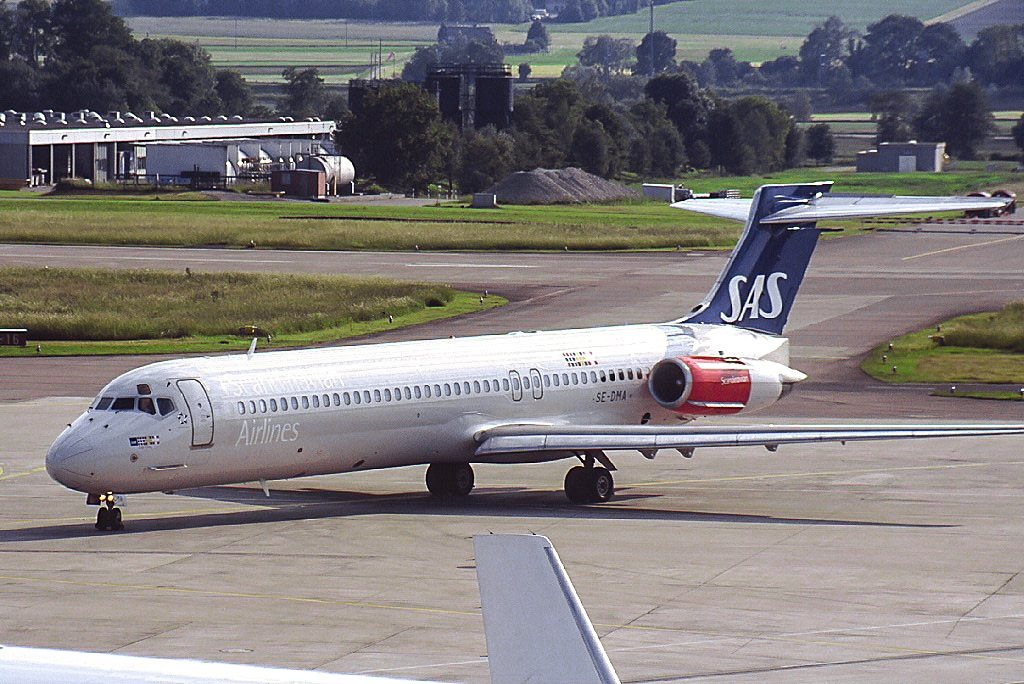
El MD-87 involucrado en la colisión, fotografiado en junio de 1999.
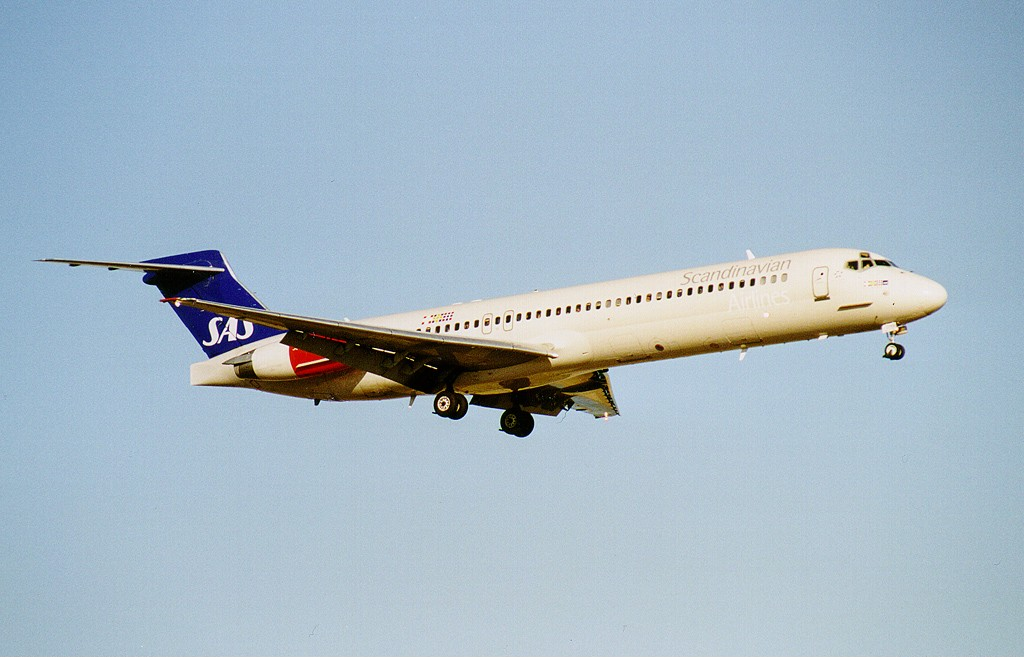
El MD-87 involucrado en la colisión, fotografiado en agosto de 2000.

### Scandinavian Airlines
- Recordando el vuelo SK 686 de Scandinavian Airlines (1)
- Recordando el vuelo SK 686 de Scandinavian Airlines (2)
- Manifiesto de vuelo del accidentado SK 686 en la ruta Milán – Copenhague (3)
- Información sobre el accidente del vuelo SK 686 Milán – Copenhague (4)
- Lista de pasajeros y tripulantes del vuelo SK686 de Scandinavian Airlines (5)
- Conferencia de prensa respecto del vuelo SK 686 (6)
- Información sobre el accidente del vuelo SK 686 Milán – Copenhague (7)
- SK686 Actualización: Distribución por nacionalidad (8)
- Memorial a los muertos en Milán (9)

### Otros
- Comité y fundación 8 de octubre de 2001 Archivado el 21 de julio de 2011 en Wayback Machine. (Inglés)
  - Lista de pasajeros Archivado el 6 de marzo de 2017 en Wayback Machine.
- Descripción del accidente en Aviation Safety Network (SK686)
- Descripción del accidente en Aviation Safety Network (D-IEVX)
- Echando la vista atrás en Linate
- Informe de la televisión italiana sobre el desastre del aeropuerto de Linate (en italiano), Rai Due
- Fotografías del accidente

- Datos: Q2292497
- Multimedia: Linate Airport disaster / Q2292497